# Reprezentacja Saint-Pierre i Miquelon w piłce nożnej mężczyzn
Reprezentacja Saint-Pierre i Miquelon w piłce nożnej nie jest członkiem Międynarodowej Federacji Piłki Nożnej (FIFA) ani Konfederacji Piłkarskiej Ameryki Północnej, Środkowej i Karaibów (CONCACAF). Pierwszy międzynarodowy mecz, drużyna ta rozegrała w 1999 roku, wygrywając 3–0 z reprezentacją Belize.